# Эффект Примакова

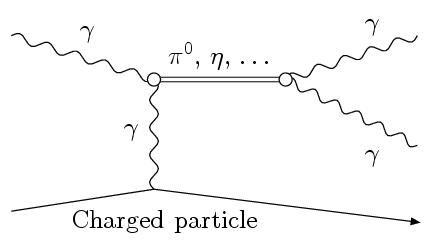
Фейнмановская диаграмма, описывающая эффект Примакова

Эффе́кт Примако́ва (англ. Primakoff effect) — резонансное превращение фотона в статическом электрическом или магнитном поле (например, в поле ядра) в массивную нейтральную псевдоскалярную частицу (например, нейтральный пион, эта-мезон, аксион). Назван по имени Генри Примакова (1914—1983). Частицы, которые могут рождаться за счёт эффекта Примакова, способны распадаться на два фотона и конвертироваться в фотон в электромагнитном поле (обратный эффект Примакова); фактически и прямой, и обратный эффект Примакова описываются вершиной на фейнмановской диаграмме, связывающей псевдоскаляр с двумя фотонами.
Эффект Примакова использовался для измерения времени жизни нейтральных псевдоскалярных мезонов.
Если гипотетический аксион существует, то эффект Примакова приводит к возникновению оптических свойств (двойное лучепреломление, дисперсия) у вакуума в магнитном или электрическом поле в связи с конверсией фотона в виртуальный аксион и обратно. На эффекте Примакова (прямом и/или обратном) основаны многие эксперименты по поиску аксиона, например CAST (англ. CERN Axion Solar Telescope), IAXO (англ. the International Axion Observatory) и Tokyo Axion Helioscope.